# Ивочкин, Фёдор Фёдорович
Фёдор Фёдорович Ивочкин (1927, Курская губерния — неизвестно, Селидово, Донецкая область) — бригадир проходчиков шахты № 38/10 «Кураховка» треста «Селидовуголь» Министерства угольной промышленности Украинской ССР, Сталинская область. Герой Социалистического Труда (1957).

## Биография
Родился в 1927 году в одном из сельских населённых пунктов Курской губернии. В послевоенное время переехал в Сталинскую область, где трудился навалоотбойщиком на шахте № 38/10 «Кураховка» в селе Селидово. Позднее был назначен бригадиром проходчиков.
Бригада под его руководством ежегодно показывала высокие трудовые результаты. В течение нескольких лет занимала передовые позиции в социалистическом соревновании среди трудовых коллективов треста «Селидовуголь» и досрочно выполнила плановые задания Пятой пятилетки (1951—1955).
Указом Президиума Верховного Совета СССР от 26 апреля 1957 года удостоен звания Героя Социалистического Труда за «выдающиеся успехи, достигнутые в деле развития угольной промышленности в годы пятой пятилетки и в 1956 году» с вручением ордена Ленина и золотой медали «Серп и Молот» (№ 7663).
В последующие годы продолжал показывать высокие трудовые результаты в добыче угля. Неоднократно занимал передовые позиции в социалистическом соревновании среди шахтёров Селидовского района, уступая только передовому горняку шахты № 40 треста «Селидовуголь» Алексею Ковтуну.
После выхода на пенсию проживал в Селидове. С 1970 года — персональный пенсионер союзного значения. Дата смерти не установлена.
Награды
- Герой Социалистического Труда
- Орден Ленина
- Медаль «За трудовое отличие» (12.07.1951)